# Crypteria limnophiloides
Crypteria limnophiloides är en tvåvingeart som beskrevs av Ernst Evald Bergroth 1913. Crypteria limnophiloides ingår i släktet Crypteria och familjen småharkrankar. Arten är reproducerande i Sverige. Inga underarter finns listade i Catalogue of Life.